# 中国民主促进会河南省委员会
中国民主促进会河南省委员会，简称民进河南省委、河南民进，是中国民主促进会在河南省的地方组织。